# Königreich Jaén (Krone Kastilien)
Das Königreich Jaén (spanisch: Reino de Jaén) war ein mit dem Königreich Kastilien-Léon verbundenes Herrschaftsgebiet im heutigen Spanien.

## Geschichte
Begründet wurde das Königreich im Jahr 1246, als König Ferdinand III. der Heilige von Kastilien im Zuge der Reconquista das islamisch-maurische Taifa-Königreich von Jaén eroberte. Als christliches Königreich wurde es nun mit der Krone Kastiliens verbunden, mit der es auch seine gesamte Geschichte über institutionell assoziiert blieb.
Zusammen mit den Königreichen Córdoba (1236), Sevilla (1248) und Granada (1492) bildete Jaén die vier Königreiche von Andalusien (cuatro reinos de Andalucía) der Krone von Kastilien. Im Zuge der durch den Innenminister Francisco Javier de Burgos durchgeführten territorialen Neugliederung Spaniens 1833 wurde das Königreich in die Provinz Jaén umgewandelt, die wiederum mit den Provinzen Granada, Almería, Málaga, Cádiz, Huelva und Sevilla die historische Region Andalusien bildete, die seit 1982 als eine der 17 autonomen Gemeinschaften Spaniens (Comunidad Autónoma) bis heute fortbesteht.